# VM i banecykling 2009
Verdensmesterskaberne i banecykling 2009 var det 104. VM i banecykling gennem tiden og blev arrangeret af UCI. Mesterskabsstævnet afvikledes i arenaen BGŻ Arena i byen Pruszków i Polen i perioden 25. – 29. marts 2009.

## Medaljevindere

### Mænd
| Disciplin            | Guld                                                                 | Sølv                                                  | Bronze                                             |
| -------------------- | -------------------------------------------------------------------- | ----------------------------------------------------- | -------------------------------------------------- |
| Sprint               | Grégory Bauge                                                        | Azizulhasni Awang                                     | Kévin Sireau                                       |
| 1000 m               | Stefan Nimke                                                         | Taylor Phinney                                        | Mohd Rizal Tisin                                   |
| Ind. forfølgelsesløb | Taylor Phinney                                                       | Jack Bobridge                                         | Dominique Cornu                                    |
| Holdforfølgelsesløb  | M. Færk Christensen Casper Jørgensen Jens-Erik Madsen Alex Rasmussen | Jack Bobridge Rohan Dennis Leigh Howard Cameron Meyer | Westley Gough Peter Latham Marc Ryan Jesse Sergent |
| Holdsprint           | Grégory Bauge Mickaël Bourgain Kévin Sireau                          | Matthew Crampton Jason Kenny Jamie Staff              | Rene Enders Robert Forstemann Stefan Nimke         |
| Keirin               | Maximilian Levy                                                      | François Pervis                                       | Teun Mulder                                        |
| Scratch              | Morgan Kneisky                                                       | Angel Dario Colla                                     | Andreas Müller                                     |
| Pointløb             | Cameron Meyer                                                        | Daniel Kreutzfeldt                                    | Chris Newton                                       |
| Parløb               | Michael Mørkøv Alex Rasmussen                                        | Leigh Howard Cameron Meyer                            | Martin Blaha Jiri Hochmann                         |
| Omnium               | Leigh Howard                                                         | Zachary Bell                                          | Tim Veldt                                          |

### Kvinder
| Disciplin            | Guld                                                  | Sølv                                     | Bronze                                       |
| -------------------- | ----------------------------------------------------- | ---------------------------------------- | -------------------------------------------- |
| Sprint               | Victoria Pendleton                                    | Willy Kanis                              | Simona Krupeckaite                           |
| 500 m                | Simona Krupeckaite                                    | Anna Meares                              | Victoria Pendleton                           |
| Ind. forfølgelsesløb | Alison Shanks                                         | Wendy Houvenaghel                        | Vilija Sereikaite                            |
| Holdforfølgelsesløb  | Elizabeth Armitstead Wendy Houvenaghel Joanna Rowsell | Lauren Ellis Jaime Nielsen Alison Shanks | Ashlee Ankudinoff Sarah Kent Josephine Tomic |
| Holdsprint           | Kaarle McCulloch Anna Meares                          | Victoria Pendleton Shanaze Reade         | Gintare Gaivenyte Simona Krupeckaite         |
| Keirin               | Shuang Guo                                            | Clara Sanchez                            | Willy Kanis                                  |
| Scratch              | Y.G. Valdivieso                                       | Elizabeth Armitstead                     | Belinda Goss                                 |
| Pointløb             | Giorgia Bronzini                                      | Y.G. Valdivieso                          | Elizabeth Armitstead                         |
| Omnium               | Josephine Tomic                                       | Tara Whitten                             | Yvonne Hijgenaar                             |